# Alexander von Rosen
Carl Adolf Mathias Alexander von Rosen, född 17 mars 1942 i Flens församling, Södermanlands län, död 16 november 2019 i Skara domkyrkodistrikt, Västra Götalands län, var en svensk greve och militär.

## Biografi
Alexander von Rosen var son till legationsrådet och Adolf von Rosen och Barbro Kihlmark. Han blev officer 1964, kapten vid Livgardesskvadronen 1972, major vid Livgardets dragoner 1975 och tjänstgjorde för Förenta Nationerna i Mellanöstern 1975–1976. Rosen blev överstelöjtnant 1983 och var chef för Livgardets dragonen 1984–1988. Han blev lärare vid Militärhögskolan 1988 och avgick från sin tjänst 1992.